# Gömce
Gömce ist ein Dorf im Landkreis Bekilli der türkischen Provinz Denizli. Gömce liegt etwa 96 km nordöstlich der Provinzhauptstadt Denizli und 15 km östlich von Bekilli. Gömce hatte laut der letzten Volkszählung 595 Einwohner (Stand 2012).

## Politik
Bei den Kommunalwahlen in der Türkei 2014 gewann Kazım Uzun (AKP) mit 293 gültigen Stimmen. Der Gegner von der CHP bekam 182 Stimmen.